# Спідня білизна

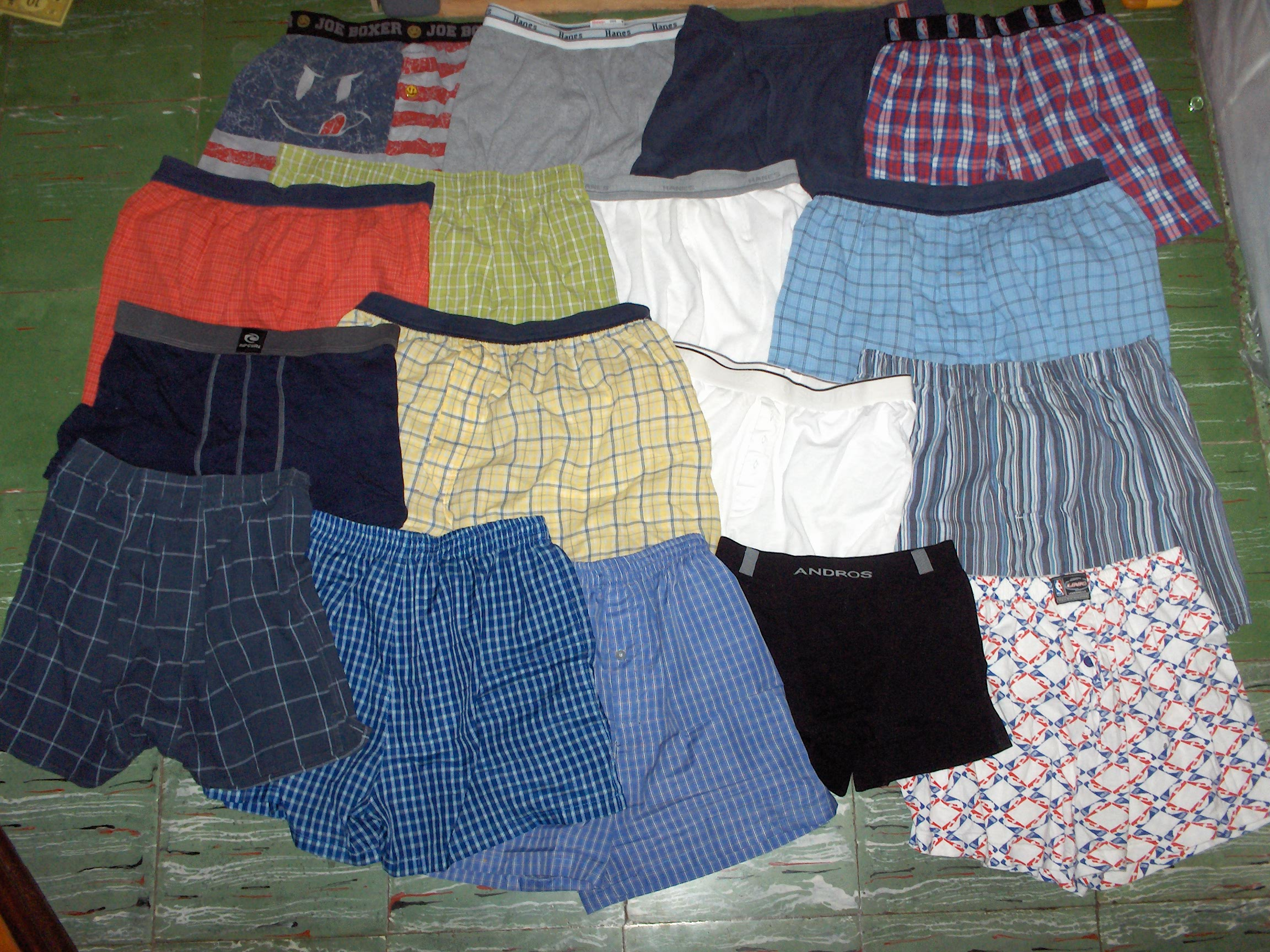
Труси-боксери

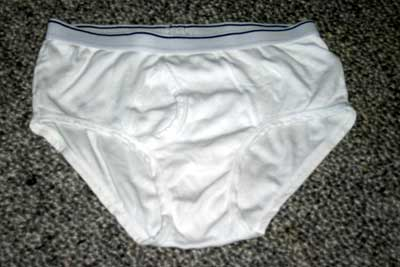
Труси чоловічі

Спі́дня біли́зна, також спі́днє — це елемент одягу, що надягається на геніталії та груди (жінкам) з гігієнічною, захисною і терморегуляційною метою. Спідня білизна для тулуба може також зігрівати чи грати роль основного одягу.

## Історія

### Стародавній світ і античність

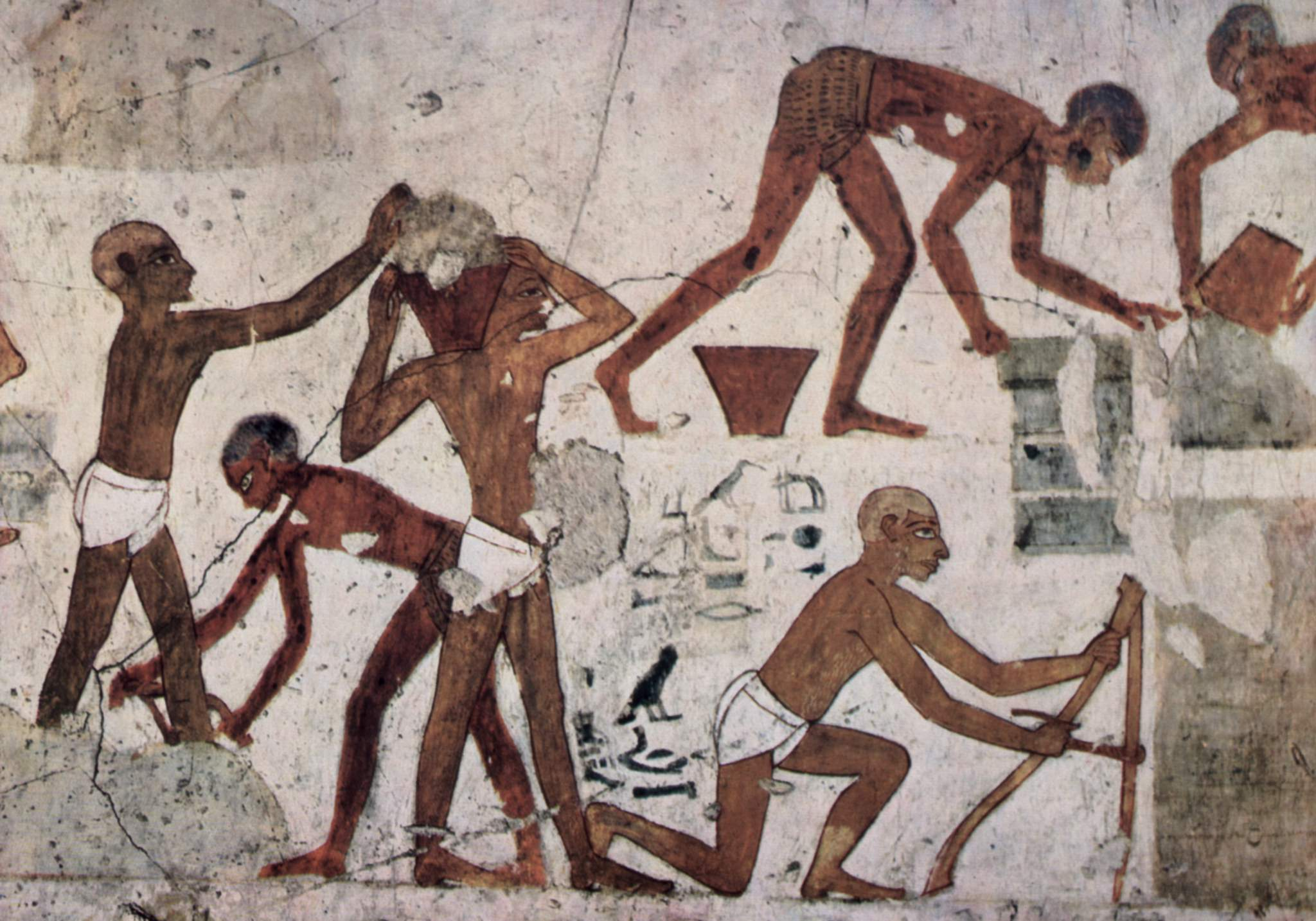
Єгиптяни в пов'язках на стегнах

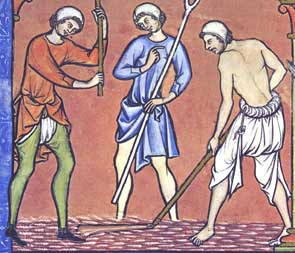
Селяни на молотті. Французька мініатюра з Біблії (1260). Людина зліва одягнений в шосси, в вирізі яких видно бре; на людину справа одягнуто тільки бре

Натільна білизна в сучасному розумінні не була відомо в стародавньому світі. Предметом одягу, найближчим за формою і призначенням до сучасної білизни, була пов'язка на стегнах, до того ж в теплому кліматі це була основна і самостійна частина примітивного одягу стародавньої людини.
У Стародавньому Єгипті пов'язка на стегнах — схенти — була головним, а часто єдиним предметом одягу чоловіків. За часів Стародавнього царства то була смуга тканини, яку обгортали навколо стегон і кріпили на талії поясом. Нижчі класи (солдати, робітники, ремісники та ін.) носили пов'язку у вигляді пояса з пропущеним спереду шматком грубої небіленої тканини. Існували й пов'язки на стегнах, що зовні нагадують сучасну білизну: в той час, як широка частина полотна прикривала сідниці і перев'язувалася кінцями на талії, вужчу частину пропускали між ніг і зав'язували аналогічним чином. Шкіряну пов'язку на стегнах подібного типу, яка, ймовірно, прийшла в Єгипет з Нубії, часто одягали поверх пов'язки з тканини. Жінки закривали стегна вузьким поясом, до якого кріпилася пропущена між ніг тканина — подібним чином одягнені танцівниці і рабині на єгипетських фресках.

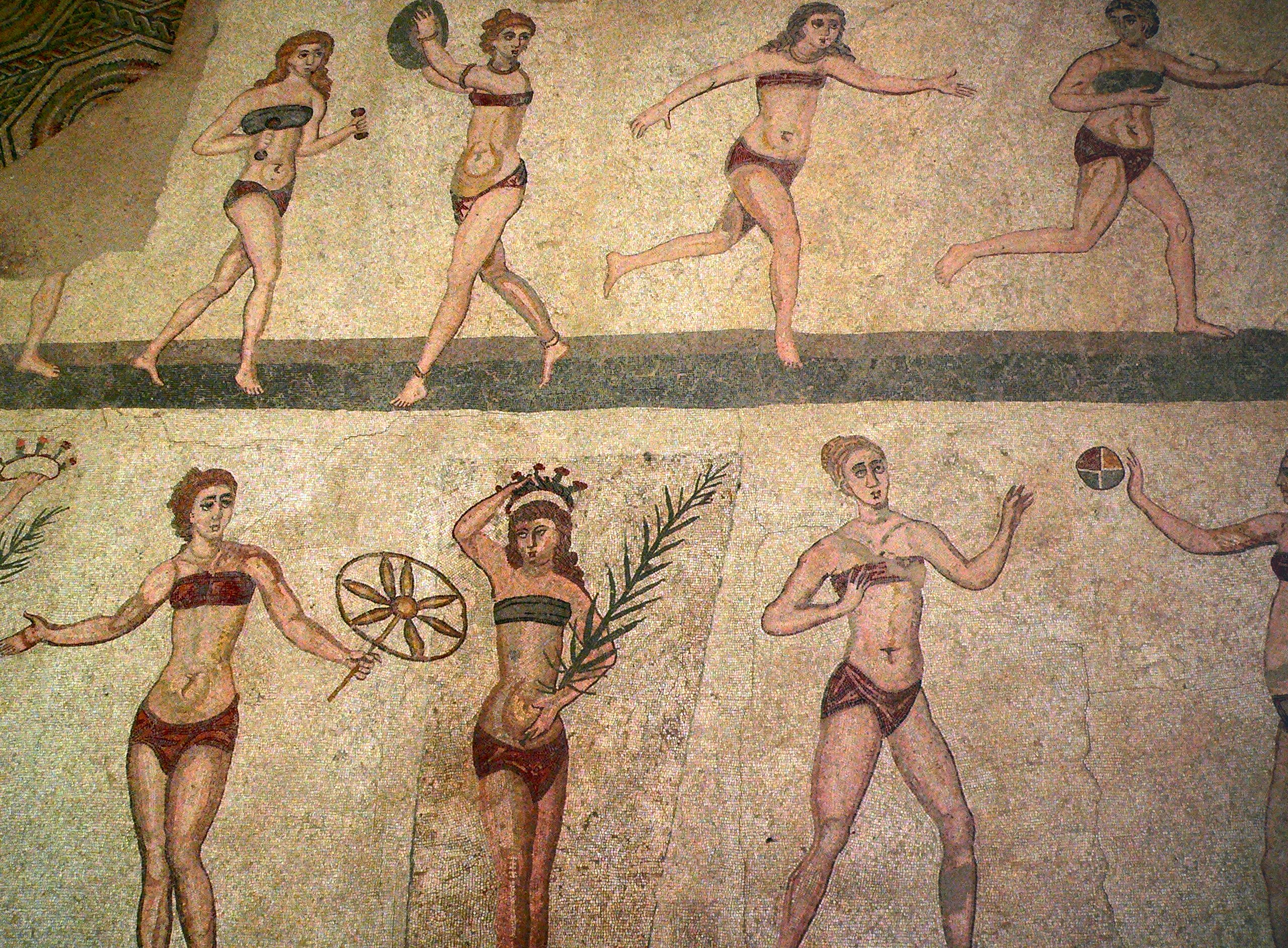
Римлянки, які займаються спортом

Пов'язки на стегнах носили в Стародавній Греції в епоху архаїки (потім їх витіснив драпований одяг) і в Стародавньому Римі, де вони, втім, не були обов'язковою частиною костюма. Роль натільної білизни грала туніка, а вже поверх неї римляни надягали плащ або тогу. Проте, за Цицероном, актори і оратори під час виступу на сцені в догоду сором'язливості обов'язково надягали під верхній одяг на стегна пов'язку, так названу — subligaculum. Іноді римляни носили натільну обтислу вовняну сорочку — subucula, — яка несла гігієнічні функції та захищала тіло від холоду. Римлянки, щоб здаватися стрункішими, бинтували груди і стегна, а, займаючись спортом, надягали шкіряні пов'язки і нагрудні пов'язки — strophium або mamillare, прототипи сучасного бюстгальтера.

### Середньовіччя
В епоху Середньовіччя функцію чоловічої натільної білизни виконували бре — штани з білого або небіленого льону, призібрані на талії і підв'язані шнуром. Поверх надягали шосси — вузькі роз'ємні штани, що кріпилися зав'язками до поясу. В епоху раннього Середньовіччя довжина бре досягала колін, але з плином часу вони коротшали і до XV століття з'явилися бре, що зовні нагадують шорти.
Також і чоловіки, і жінки носили камізу — натільну сорочку простого крою з льону, бавовни або вовни, з довгими вузькими рукавами і круглим вирізом горловини. Жіноча каміза доходила до щиколотки, а чоловіча, з клиноподібними вставками з боків, закривала верхню частину стегна. Каміза могла бути просторою або облягати тіло завдяки шнурівці, яка збирала тканину на боках. Існували жіночі камізи без рукавів, які трималися на плечах на вузьких бретельках, силуетом нагадуючи сучасні сорочки. До кінця епохи високого Середньовіччя камізи знаті (особливо в Іспанії) могла прикрашати рясна вишивка шовком, золотими і срібними нитками, однак, дана тема є спірною, оскільки в різні періоди Середньовіччя сам крій камізи істотно відрізнявся.
Камізи і бре, проте, не можна назвати повноцінними аналогами сучасного білизни. Верхній одяг закривав їх тільки частково, крім того, з ними не були пов'язані сучасні уявлення про сором'язливість або недоречність демонстрації — селяни, наприклад, під час роботи в полі носили бре як самостійний предмет одягу.

### Відродження
Натільні сорочки і штани залишалися основними предметами спідньої білизни і в епоху Відродження, відрізняючись від середньовічних трохи ускладненим кроєм і ступенем обробки. Натільні штани епохи Відродження, на відміну від мішкуватих середньовічних бре, досить щільно прилягали до тіла і набули близьких до сучасних ліній крою. Найчастіше вони були зшиті зі світлого полотна, злегка зібрані на талії і по краю оброблені вишивкою. Зустрічалася і білизна з тканини з кольоровим візерунком.
Характерними рисами чоловічих і жіночих сорочок були плавні лінії крою, використання полотна світлих відтінків — кремового, білого або шафранного, майстерна вишивка (особливо були популярні рослинні мотиви і геометричні візерунки, виконані чорним шовком), зібрані біля зап'ястків рукава з манжетами, квадратні або круглі вирізи горловини, а також горловина, зібрана складками, або оформлена стоячим комірцем. Заможні класи носили подібні сорочки і як нічне вбрання. Силует чоловічих сорочок, на відміну від просторого жіночого, був прямим або з трохи розкльошеним подолом.
Сорочки, які носили в різних прошарках суспільства, розрізнялися переважно якістю тканини і багатством оздоблення — вищі стани могли дозволити собі тонку лляну білизну, повністю розшиту візерунками, а прості люди задовольнялися сорочками з грубого полотна. Часто верхній одяг не повністю закривав сорочку — так, вона могла бути видна в прорізах між ліфом і знімними рукавами жіночої сукні. Низька лінія жіночого ліфа або краю чоловічого верхнього одягу теж дозволяла демонструвати сорочку, особливо якщо її горловина була оформлена у вигляді комірця. У XVI столітті з'явилися перші корсети — шкіряні або залізні, — які жінки одягали поверх сорочки.

### XVIII і XIX сторіччя
В епоху Просвітництва основними предметами чоловічого і жіночого натільної білизни залишалися довгі сорочки — в залежності від спроможності власника прості або багато декоровані, зі складним кроєм. Так, аристократія носила шовкову білизну, рясно прикрашену мереживом, стрічками, шиттям золотими і срібними нитками. Кальсони і раніше були приналежністю виключно чоловічого костюма. За часів Директорії, коли в моду увійшли легкі муслінові сукні, що нагадують сорочки — з великим декольте, витягують плечі, і поясом під грудьми, — жінки носили як натільної білизни облягає трико тілесного кольору. В кінці століття були винайдені прядильна машина і перша ефективна бавовноочисна машина, що дало поштовх розвитку текстильного виробництва і, як наслідок, поклало початок масового випуску і споживання білизни. На початку XIX століття панталони утвердилися і в жіночому гардеробі: оброблені мереживом, спочатку вони досягали щиколотки, а потім укоротилися до середини ікри. Відмітна особливість крою перших штанів — роздільні штанини, які кріпилися до поясу на талії, залишаючи шов на рівні промежини відкритим. У 1860-х роках панталони стали ще коротше і доходили тільки до колін.
Просторі жіночі сорочки в XIX столітті кроїлися з білого лляного або бавовняного полотна. Їх характерними рисами були короткі рукави (часто з буфами), довжина до щиколотки, овальна або прямокутна горловина. Якщо поверх сорочки надягалась бальна сукня, виріз горловини міг бути дуже глибоким. У 1870-х роках жіноча натільна сорочка укоротилася і стала більш щільно прилягати до тіла. До кінця століття вона перетворилася в оброблену мереживом і шиттям сорочку дуже простого крою на вузьких плічках з різноманітним оформленням горловини — виріз міг бути круглим, прямокутним або трикутним. Популярними тканинами залишалися бавовна і льон, рідше використовувався шовк. У 1890-х роках з'явилися перші прототипи сучасного бюстгальтера, які підтримували груди і надягали поверх корсета.

### XX сторіччя
Особливістю жіночого туалету середніх і вищих класів кінця XIX століття — початку XX століття була виняткова багатошаровість спідньої білизни. Жінка по черзі одягала:
- панчохи
- панталони і сорочку до середини ікри або комбінацію (поєднання сорочки і штанів)
- корсет
- нижню спідницю з воланами, що повністю приховує ноги, з легкого, обробленого мереживом і стрічками полотна
- лляну кофтинку на корсет, т. Н. corset cover
- подушечку для турнюра, кріпиться ззаду на рівні попереку
- другу нижню спідницю з більш щільного полотна
- верхній одяг — корсаж і верхню спідницю, або сукню

## Жіноча білизна
- Труси
- Бюстгальтер або топ
- Футболка, або Майка
- Термобілизна

## Чоловіча білизна
- Труси
- Майка, або Футболка
- Термобілизна

## Ходіння без спідньої білизни
Спосіб носіння одягу, коли труси, чи інша спідня білизна, що покриває геніталії відсутні в англомовному сленгу називається going commando, а також free-balling, для чоловіків і free-buffing, для жінок, що посилають до сім'яників і вульви відповідно.
Відсутність бюстгальтера чи інша спідня білизна, що покриває груди, в англомовному сленгу називається bralessness, це явище стає популярнішим, на що є кілька причин — зручність, економія, вважається, позитивний вплив на здоров'я.